# Stone Temple Pilots
Stone Temple Pilots (còn được gọi với tên viết tắt là STP) là một ban nhạc rock người Mỹ đến từ San Diego, California, ban đầu bao gồm Scott Weiland (ca sĩ chính), anh em Dean DeLeo (guitar) và Robert DeLeo (bass, hát bè) và Eric Kretz (trống). Đội hình của ban nhạc không thay đổi từ khi thành lập năm 1989 cho đến khi Weiland bị sa thải vào tháng 2 năm 2013. Giọng ca Chester Bennington của Linkin Park gia nhập ban nhạc vào tháng 5 năm 2013 nhưng đã tự nguyện rời đi vào tháng 11 năm 2015. Vào năm 2016, ban nhạc đã khởi động một buổi thử giọng trực tuyến cho vị trí ca sĩ chính mới và công bố Jeff Gutt là ca sĩ chính mới của ban nhạc vào ngày 14 tháng 11 năm 2017.
Sau khi thành lập vào năm 1989 với cái tên Mighty Joe Young, ban nhạc ký hợp đồng với Atlantic Records và đổi tên thành Stone Temple Pilots. Album đầu tay của ban nhạc, Core, phát hành năm 1992, là một thành công lớn về mặt thương mại và STP tiếp tục trở thành một trong những ban nhạc bán chạy nhất của những năm 1990, khi đã bán được hơn 18 triệu album tại Hoa Kỳ và 40 triệu bản trên toàn thế giới. Ban nhạc đã phát hành thêm 4 album phòng thu: Purple (1994), Tiny Music... Songs from the Vatican Gift Shop (1996), No. 4 (1999), và Shangri-La Dee Da (2001), trước khi tách ra vào năm 2003. Sau đó các thành viên ban nhạc tham gia vào nhiều dự án khác nhau (nổi bật nhất là Velvet Revolver và Army of Anyone). Cuối cùng, ban nhạc đã tái hợp vào năm 2008 cho một chuyến lưu diễn tái hợp, phát hành album thứ sáu cùng tên vào năm 2010, và tích cực lưu diễn cho đến khi Chester Bennington rời đi. Nhạc phẩm duy nhất của ban nhạc cùng với Bennington là đĩa EP High Rise vào năm 2013. STP đã phát hành hai album cùng Gutt on vocals; album cùng tên thứ hai vào ngày 16 tháng 3 năm 2018  và album phòng thu thứ tám Perdida vào ngày 7 tháng 2 năm 2020.
Ban đầu ban nhạc nổi lên khi là một phần của phong trào grunge vào đầu những năm 1990. Các bản phát hành tiếp theo của ban nhạc cho thấy nhiều âm hưởng khác nhau, bao gồm cả psychedelic rock, bossa nova và classic rock. Sự phát triển của ban nhạc trong suốt những năm 1990 và đầu những năm 2000 liên quan đến những giai đoạn thăng trầm về thương mại, một phần là do cuộc đấu tranh được công khai rộng rãi của Weiland với chứng nghiện ma túy.

## Lịch sử

### 1985–1992: Thành lập và những năm đầu với tên gọi Mighty Joe Young
Ban nhạc đã mô tả hai câu chuyện mâu thuẫn về cách trưởng nhóm Scott Weiland và tay bass Robert DeLeo gặp nhau; một là Weiland và DeLeo gặp nhau tại buổi hòa nhạc Black Flag ở Long Beach, California năm 1985. Họ bắt đầu thảo luận về bạn gái của mình, chỉ để nhận ra rằng họ đang hẹn hò với cùng một người phụ nữ. Tuy nhiên, thay vì để điều này ngăn cách họ, thì họ đã làm quen với nhau và thành lập một ban nhạc sau khi họ chia tay với cô gái đó. Weiland đã giới thiệu một phiên bản khác của cuộc gặp gỡ với Robert trong cuốn tự truyện của anh ấy, nói rằng Weiland và bạn bè của anh ấy - tay guitar Corey Hicock và tay trống David Allin - đã tìm kiếm Robert sau khi chứng kiến anh ấy chơi trực tiếp trong các buổi biểu diễn với ban nhạc Soi Disant của họ.
Tuy nhiên, sau một vài năm, Allin đã đi theo con đường riêng theo đuổi những sở thích khác. Các thành viên còn lại đã chứng kiến tay trống Eric Kretz chơi trong một câu lạc bộ ở Long Beach và thuyết phục anh gia nhập ban nhạc. Tay guitar Hicock sau cùng đã rời ban nhạc vào năm 1989. Cần phải tìm một tay guitar khác thay thế, Robert đã kiến nghị anh trai của mình, Dean. Vào thời điểm đó, Dean là một doanh nhân thành đạt, người đã bỏ lại sự nghiệp nhạc sĩ trước đây của mình, nhưng vẫn chơi guitar như một sở thích. Ban nhạc đã thuyết phục được Dean chơi guitar cho Swing, hoàn thành đội hình STP ban đầu. Dean được cho là đã từ chối chơi trong một ban nhạc có tên gọi là "Swing,"  và ngay sau đó ban nhạc đổi tên thành Mighty Joe Young. Ban nhạc đã thu âm một đoạn băng demo được hoàn thành vào khoảng năm 1990. Bản demo Mighty Joe Young bao gồm các bài hát sẽ được thu lại cho album phòng thu đầu tiên của ban nhạc, cũng như một số phong cách âm nhạc sẽ không có trong bất kỳ album phòng thu nào của STP, chẳng hạn như funk và yodeling.
Mighty Joe Young đã chơi một số hợp đồng biểu diễn ở khu vực San Diego, gây dựng nền tảng người hâm mộ. Chương trình đầu tiên của họ là ủng hộ Henry Rollins tại Whisky a Go Go. Sau đó, nhóm bắt đầu thực hiện album đầu tay với Brendan O'Brien. Trong quá trình ghi âm, họ nhận được một cuộc gọi từ luật sư của họ, người thông báo với họ rằng có một nghệ sĩ nhạc blues đã xưng tên là Mighty Joe Young.  Lấy cảm hứng từ nhãn dán STP Motor Oil mà các thành viên ban nhạc đều yêu thích thời trẻ, các ý tưởng khác nhau về tên viết tắt "STP" đã được ban nhạc chia sẻ, bao gồm "Shirley Temple's Pussy" và Stereo Temple Pirates. Cuối cùng họ chọn cái tên là "Stone Temple Pilots".

### 1992–1995:CorevàPurple
Stone Temple Pilots đã phát triển một nền tảng người hâm mộ trong các câu lạc bộ ở San Diego. Năm 1992, Stone Temple Pilots đã ký hợp đồng với Atlantic Records. Album đầu tiên của họ, Core, được phát hành vào ngày 29 tháng 9 năm 1992, và đạt vị trí số 3 trên Bảng xếp hạng Album Billboard. Core là một thành công lớn, sinh ra các bản hit "Sex Type Thing", "Plush", "Creep" và "Wicked Garden". Mặc dù album là một thành công lớn về mặt thương mại, một số  tờ báo âm nhạc đã chỉ trích ban nhạc là "kẻ bắt chước grunge." Cùng năm, Scott Weiland và Dean DeLeo trình diễn một phiên bản acoustic của "Plush" trên chương trình MTV "Headbanger's Ball." Đây được coi là một trong những màn trình diễn giọng hát hay nhất của Weiland.
Bất chấp những đánh giá tiêu cực từ một số nhà phê bình, Stone Temple Pilots vẫn tiếp tục thu hút được người hâm mộ. Họ lưu diễn trong 4 tuần, mở màn cho các ban nhạc như Rage Against the Machine và Megadeth. Năm 1993 tiếp tục mang lại những thành công, với việc ban nhạc chuẩn bị cho chuyến lưu diễn ở Mỹ kéo dài hai tháng rưỡi.

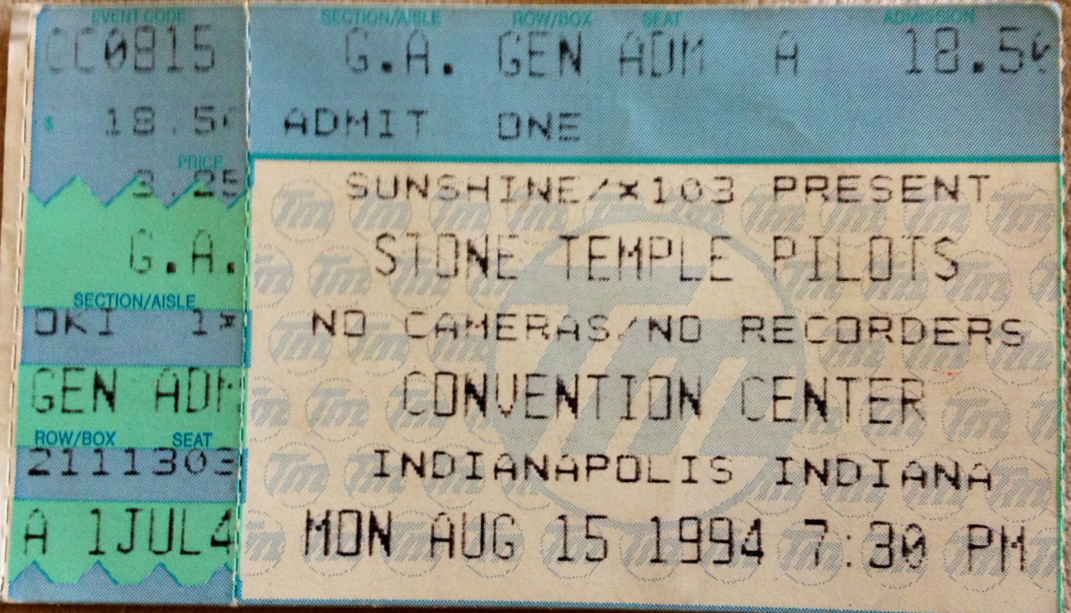
Vé xem buổi hòa nhạc Purple từ năm 1994

Năm 1993, ban nhạc quay một tập của MTV Unplugged, nơi họ ra mắt bài hát "Big Empty." Trong một cuộc thăm dò tháng 1 năm 1994 của Rolling Stone, ban nhạc đồng thời được bình chọn là Ban nhạc mới xuất sắc nhất bởi độc giả của Rolling Stone và Ban nhạc mới tồi tệ nhất bởi các nhà phê bình âm nhạc của tạp chí. Tháng sau, nhóm giành giải Nghệ sĩ Pop/Rock mới được yêu thích nhất và Nghệ sĩ Heavy Metal/Hard Rock mới tại Lễ trao giải Âm nhạc Mỹ. Vào tháng 3 năm 1994, nhóm đã giành được giải Grammy cho Màn trình diễn Hard Rock xuất sắc nhất cho ca khúc "Plush".
Vào mùa xuân năm 1994, Stone Temple Pilots trở lại phòng thu để sáng tác album thứ hai, Purple. Hoàn thành trong vòng chưa đầy một tháng, Purple ra mắt ở vị trí số một tại Hoa Kỳ khi phát hành vào ngày 7 tháng 6 năm 1994. Ca khúc "Interstate Love Song" dễ nghe trên đài phát thanh nhanh chóng trở thành một hit lớn, dành kỷ lục 15 tuần đứng đầu bảng xếp hạng bài hát từ album nhạc rock. Các bản hit khác trong album bao gồm "Vasoline" và "Big Empty" (bài hát sau cũng được góp mặt trong nhạc nền của bộ phim The Crow). Đến tháng 10, chỉ 4 tháng sau khi phát hành, Purple đã bán được 3 triệu bản.

### 1995–2003:Tiny Music,No.4,vàShangri-La Dee Da
Vào tháng 10 năm 1995, ban nhạc tập hợp lại để bắt đầu thu âm album thứ ba của mình, thuê một biệt thự ở Santa Barbara, California để ban nhạc sống cùng nhau trong quá trình thu âm. Stone Temple Pilots đã phát hành album Tiny Music... Songs from the Vatican Gift Shop, vào ngày 5 tháng 3 năm 1996. Âm n nhạc của album đã đánh dấu một sự thay đổi mạnh mẽ so với những lần trước của họ, hướng nhiều hơn về âm hưởng glam rock và nhạc ảo giác hơn là âm hưởng hard rock/grunge đã đưa họ đến với sự nổi tiếng; vào thời điểm đó, sự đón nhận của giới phê bình là trái chiều. Rolling Stone, một tạp chí đã từng xem nhẹ âm nhạc ban đầu của ban nhạc, lại đưa ra quan điểm tốt về album, coi bản phát hành này là nỗ lực tốt nhất của nhóm cho đến nay. Tuy nhiên, họ bày tỏ sự ngạc nhiên trước "phong cách âm nhạc yêu đời, náo nhiệt" trong bối cảnh Weiland công khai những dính líu liên quan tới ma túy và luật pháp. Stone Temple Pilots cũng được xuất hiện trên trang bìa của số báo 753 vào tháng 2 năm 1997.
Ban không quá thành công khi chỉ có thể lưu diễn ủng hộ Tiny Music... và đã rút khỏi vị trí hỗ trợ trong chuyến lưu diễn tái hợp của Kiss. Một chuyến lưu diễn ngắn ngày vào mùa thu năm 1996 diễn ra sau đó tại Mỹ nhưng những ngày cuối cùng vào cuối tháng 12 ở Hawaii và một số ngày vào năm 1997 đã phải hủy bỏ để Weiland có thể đi cai nghiện. Sau đó ban nhạc quyết định tạm nghỉ để thực hiện các dự án khác. "Tôi không có quyền chỉ trích anh ấy khi bản thân cũng như vậy", tay trống Peter Criss của Kiss nhận xét. "Tôi chỉ biết cầu nguyện cho anh ấy và hy vọng rằng anh ấy sẽ khá hơn vì họ thực sự là một ban nhạc tuyệt vời." 
Ban nhạc giờ đây không có Weiland đã tuyển mộ Dave Coutts, trưởng nhóm của Ten Inch Men, và biểu diễn dưới nghệ danh Talk Show. Talk Show đã phát hành một album cùng tên vào năm 1997 trước khi giải thể. Trong khi đó, Weiland theo đuổi sở thích âm nhạc của riêng mình và đã phát hành album solo đầu tay, 12 Bar Blues, vào năm 1998. Mặc dù cả hai album đều nhận được vài lời khen ngợi từ giới phê bình, cả hai đều không thành công về mặt thương mại.
Cuối năm 1998, ban nhạc tập hợp lại và bắt đầu thực hiện album Stone Temple Pilots thứ tư.  Phát hành năm 1999, No. 4 được định hình là một album nhạc rock "trở lại chuẩn mực" (back-to-basics) theo phong cách Core hoặc Purple. Stephen Thomas Erlewine thuộc AllMusic đã so sánh âm nhạc của album với các ban nhạc alternative metal đương thời và viết trong bài đánh giá của mình rằng "cứ như thể STP quyết định cạnh tranh trực tiếp với thế hệ các ban nhạc alt-metal mới, những người thích công kích hơn là các đoạn hook hoặc riff."  STP đã sở hữu được một trong những bản hit lớn nhất kể từ thành công của Core and Purple với đĩa đơn "Sour Girl", được thúc đẩy bởi một video ca nhạc nổi tiếng với sự tham gia của Sarah Michelle Gellar trong phim Buffy the Vampire Slayer nổi tiếng. Ban nhạc cũng đã thu âm một tập của VH1 Storytellers, và lưu diễn mùa hè với Red Hot Chili Peppers.  No. 4 sau cùng đã được chứng nhận bạch kim bởi RIAA.
Vào mùa hè năm 2001, ban nhạc đã phát hành album thứ năm, Shangri-La Dee Da, tạo ra một bản hit radio rock là "Days of the Week". Mặc dù quảng bá album bằng cách đi lưu diễn với Linkin Park và Godsmack trong Family Values Tour, nhưng Shangri-La Dee Da lại gây thất vọng về mặt thương mại. Vào thời điểm đó, sự hỗ trợ tiếp thị từ hãng đĩa của họ được cho là rất ít, và ban nhạc quyết định hoãn mọi album trong tương lai. Tuy nhiên, ban nhạc đã thu âm "All in the Suit That You Wear", một bài hát dự định trở thành đĩa đơn chính trong nhạc phim của bộ phim Spider-Man năm 2002. Tuy nhiên, bài hát "Hero" của Chad Kroeger cuối cùng đã được chọn làm đĩa đơn chính.

### 2003–2008: Tan rã và các dự án khác của các thành viên
Bất chấp các báo cáo rằng ban nhạc đã bắt đầu sáng tác album phòng thu thứ 6 vào năm 2002, ban nhạc lại im ắng vào cuối năm đó sau những báo cáo về sự đan xen giữa Dean DeLeo và Weiland sau buổi trình diễn cuối cùng vào mùa thu năm 2002 của chuyến lưu diễn Stone Temple Pilots. Để làm dấu mốc cho sự nghiệp của ban nhạc, Atlantic Records đã phát hành một album tuyển tập hit, Thank You, với một DVD bổ sung gồm các hình ảnh lưu trữ và video âm nhạc, vào năm 2003. Năm ngày sau khi Thank You được phát hành, anh em nhà DeLeo đã tiết lộ trong một cuộc phỏng vấn với Guitar One rằng ban nhạc đã chính thức tan rã.
Sau khi ban nhạc tan rã, Weiland được tuyển mộ để gia nhập siêu ban nhạc thành công Velvet Revolver với các thành viên của Guns N 'Roses là Slash (guitar), Matt Sorum (trống), Duff McKagan (bass) và cựu tay guitar của Wasted Youth là Dave Kushner. Ban nhạc đã phát hành hai album, Contraband vào năm 2004 và Libertad vào năm 2007 trước khi tan rã vào năm 2008. Tương tự, anh em nhà DeLeo đã thành lập siêu ban nhạc Army of any với giọng ca chính Richard Patrick của ban nhạc industrial rock Filter và tay trống Ray Luzier. Ban nhạc phát hành album cùng tên vào năm 2006 trước khi tiếp tục "gián đoạn vô thời hạn" vào năm 2007. Eric Kretz giới hạn hoạt động trong thời gian này, điều hành studio của riêng mình, Bomb Shelter Studios, và chơi trống cho ban nhạc Spiralarms.

### 2008–2011: Tái hợp và album cùng tên

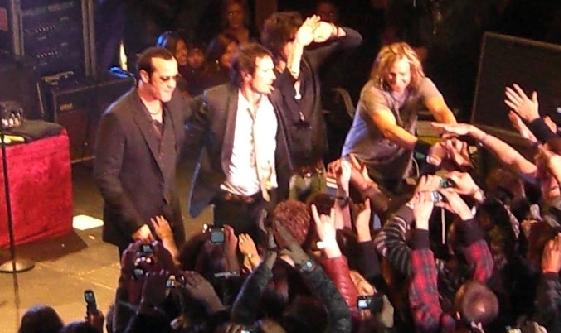
Ban nhạc chào đón người hâm mộ sau buổi biểu diễn đầu tiên kể từ năm 2003 tại Houdini Mansion vào ngày 7 tháng 4 năm 2008.

Theo Dean DeLeo, các quá trình tiến tới việc tái hợp Stone Temple Pilots đã bắt đầu bằng một cuộc điện thoại từ vợ của Weiland, Mary Forsberg. Cô mời anh em DeLeo đến chơi trong một bữa tiệc bãi biển riêng, dẫn đến sự hòa giải của Weiland và anh em DeLeo. Năm 2007, Dean DeLeo và Weiland đã thảo luận về lời đề nghị của một nhà quảng bá hòa nhạc để quảng cáo cho một số hội nhạc mùa hè. Weiland sau đó rời Velvet Revolver vào tháng 4 năm 2008, và tháng sau đó Stone Temple Pilots thông báo họ sẽ tái hợp trong chuyến lưu diễn Bắc Mỹ kéo dài 65 ngày. Nhóm chính thức tái hợp trong một buổi biểu diễn riêng tại Houdini Mansion và tổ chức buổi biểu diễn công khai đầu tiên trên Jimmy Kimmel Live! vào ngày 1 tháng 5. Stone Temple Pilots đã lưu diễn trong suốt mùa hè và mùa thu, chủ trì cho Virgin Mobile Festival ở Baltimore vào tháng 8 năm đó cũng như Voodoo Experience hàng năm lần thứ 10 ở New Orleans. Chuyến lưu diễn tái hợp kéo dài sáu tháng của ban nhạc đã kết thúc vào lễ Halloween năm 2008 ở Pelham, Alabama.
Sau khi nghỉ ngơi một thời gian ngắn để Scott có thể đầu tư album solo thứ hai mới phát hành gần đây của mình, qáu trình sản xuất album phòng thu thứ sáu của ban nhạc cũng đã bắt đầu vào giữa năm 2009. Ban nhạc cũng bắt đầu chuyến lưu diễn mùa hè Bắc Mỹ kéo dài 13 ngày vào năm 2009, diễn ra giữa các chuyến lưu diễn cho album solo thứ hai của Scott Weiland. Ban nhạc đã trình diễn nhạc phẩm mới tại South by Southwest vào năm 2010,  và cũng xuất hiện tại Download Festival của Anh năm 2010 vào tháng 6, cũng như tại Hurricane Festival và Southside Festival ở Đức.  Ban nhạc cũng đã biểu diễn trong Final Four Concert Series tại Indianapolis vào ngày 2 tháng 4 năm 2010. Ban nhạc xuất hiện trên chương trình Late Show with David Letterman lần đầu tiên sau 10 năm vào ngày 19 tháng 5, biểu diễn "Between the Lines".  Album thứ 6 cùng tên của ban nhạc được phát hành vào ngày 25 tháng 5 năm 2010, ra mắt ở vị trí số 2 trên Billboard 200.
Vào cuối năm 2010, STP thông báo họ sắp xếp lại một số ngày lưu diễn ở Mỹ để ban nhạc có thể "nghỉ ngơi ngắn ngày". STP đã lưu diễn Đông Nam Á lần đầu tiên vào năm 2011, chơi tại Philippines (Manila), Singapore và Indonesia (Jakarta). Sau đó, ban nhạc đã biểu diễn thành công ở Úc, bao gồm các buổi biểu diễn cháy vé ở Sydney và Melbourne.

### 2011–2013: Chia rẽ với Weiland và các thủ tục pháp lý
Vào tháng 12 năm 2011, Dean DeLeo nói với Rolling Stone, "điều tôi muốn thấy xảy ra là ban nhạc dấn thấn biểu diễn một cách gần gũi hơn - có những nhà hát thực sự đáng yêu trên khắp đất nước." DeLeo cũng nhận xét về việc có thể phát hành lại Core mở rộng bao gồm cả hình ảnh trình diễn trực tiếp được lưu trữ, "Chúng tôi có rất nhiều bản ghi âm trực tiếp từ thời đó và chúng tôi đã không ghi đè nhiều bản nhạc. Không có bản sửa lỗi, vì vậy chúng ta chỉ cần mastering được chúng thì sẽ nghe rất tuyệt."  Vào ngày 2 tháng 1 năm 2012, Scott Weiland cũng đã bình luận về lễ kỷ niệm 20 năm của Core, rằng "Chà, chúng tôi đang làm rất nhiều điều đặc biệt. [Có] rất nhiều cảnh quay lưu trữ mà chúng tôi đang tập hợp lại, một cuốn sách trên bàn cà phê, hy vọng là một album hoàn toàn mới - rất nhiều ý tưởng. Tất nhiên là một bộ hộp và sau đó là một chuyến lưu diễn. " 
Vào ngày 26 tháng 6, STP đã phát hành bộ phim hòa nhạc đầu tiên của mình, Alive in the Windy City, trên DVD và Blu-ray. Phần trình diễn được quay tại một buổi diễn cháy vé vào tháng 3 năm 2010 tại Nhà hát Riviera ở Chicago.
Vào ngày 17 tháng 9, tại một buổi trình diễn ở Abbotsford, British Columbia, STP đã đến muộn gần 2 tiếng đồng hồ và cắt ngắn tiết mục của họ 30 phút, khiến nhiều người hâm mộ tức giận. Ngày hôm sau, ban nhạc đưa ra một thông báo ngắn gọn rằng buổi biểu diễn đêm đó ở Lethbridge, Alberta đã bị hủy do Weiland được yêu cầu phải tiếp tục "48 giờ nghỉ ngơi thanh nhạc hoàn toàn do dây thanh bị căng." 
Vào ngày 7 tháng 12, trước tuyên bố công khai từ Weiland rằng anh ấy "hoàn toàn cởi mở" trong việc quay trở lại Velvet Revolver, Slash (bạn cùng ban nhạc cũ của Weiland với Velvet Revolver) nói với đài phát thanh 93X từ Minneapolis/St. Paul rằng anh đã nghe tin đồn Weiland đã bị sa thải khỏi Stone Temple Pilots, cho rằng đây có thể là lý do khiến Weiland háo hức trở lại Velvet Revolver, điều mà anh ấy đã nhanh chóng bác bỏ.
Vào ngày 27 tháng 2 năm 2013, Stone Temple Pilots đã sa thải Weiland. Việc sa thải được chính thức thông báo khi Weiland rời khỏi chuyến lưu diễn cùng ban nhạc solo của mình. Cả hai bên đã khởi kiện về quyền biểu diễn với tên Stone Temple Pilots; cả hai đều đã được giải quyết bên ngoài tòa án, với anh em DeLeo và Kretz vẫn giữ quyền biểu diễn dưới tên.

### 2013–2015: Kỷ nguyên Chester Bennington và cái chết của Weiland
Vào ngày 18 tháng 5 năm 2013, ba thành viên còn lại của Stone Temple Pilots đã biểu diễn với Chester Bennington của Linkin Park, xuất hiện với tư cách khách mời đặc biệt tại KROQ Weenie Roast thường niên lần thứ 21 và lễ hội Live 105 BFD ngày 19 tháng 5 năm 2013 gần San Francisco, nơi họ đã trình diễn một bài hát mới, "Out of Time." 
Vào ngày 19 tháng 5 năm 2013, STP đã phát hành bản tải xuống miễn phí đĩa đơn mới của họ "Out of Time" với Bennington hiện là thành viên chính thức. Bennington đã từng phát biểu từ nhiều năm trước trong các cuộc phỏng vấn rằng được tham gia Stone Temple Pilots là ước mơ cả đời của ông. Đội hình mới đã biểu diễn trở lại vào ngày 30 tháng 5 năm 2013 tại MusiCares MAP Fund Benefit Concert ở Los Angeles, California, và cùng với các đồng nghiệp cũ của Weiland là Slash và Duff McKagan trên sân khấu biểu diễn bái hát "All the Young Dudes".
Vào ngày 15 tháng 7 năm 2013, STP thông báo rằng họ sẽ bắt đầu một chuyến lưu diễn nhỏ vào tháng 9 với Filter là tiết mục mở màn.  Stone Temple Pilots đã phát hành một EP gồm 5 ca khúc có tựa đề High Rise vào ngày 8 tháng 10 năm 2013, thông qua Play Pen, LLC, được ghi nhận tác giả là Stone Temple Pilots cùng với Chester Bennington. Đĩa đơn thứ hai của album, "Black Heart ", được phát hành thông qua iHeart Radio vào ngày 18 tháng 9 năm 2013. Họ chính thức bỏ tên "cùng với Chester Bennington" vào tháng 3 năm 2015.
Vào ngày 9 tháng 11 năm 2015, Bennington thông báo rằng ông sẽ tự nguyện rời Stone Temple Pilots để tập trung nhiều hơn vào Linkin Park.  Ông sẽ không thể trở lại ban nhạc, vì ông đã qua đời vào ngày 20 tháng 7 năm 2017.
Vào ngày 3 tháng 12 năm 2015, Scott Weiland được phát hiện đã chết do vô tình bị quá liều rượu, thuốc và cocaine trên xe buýt du lịch của anh ta ở Minnesota. Stone Temple Pilots đã đưa ra một thông báo sự ra đi của anh, trong đó họ cảm ơn anh đã dành thời gian cho họ và nói rằng anh có "tài năng không thể nói thành lời" 

### 2016–2018: Ca sĩ mới Jeff Gutt và album thứ hai cùng tên

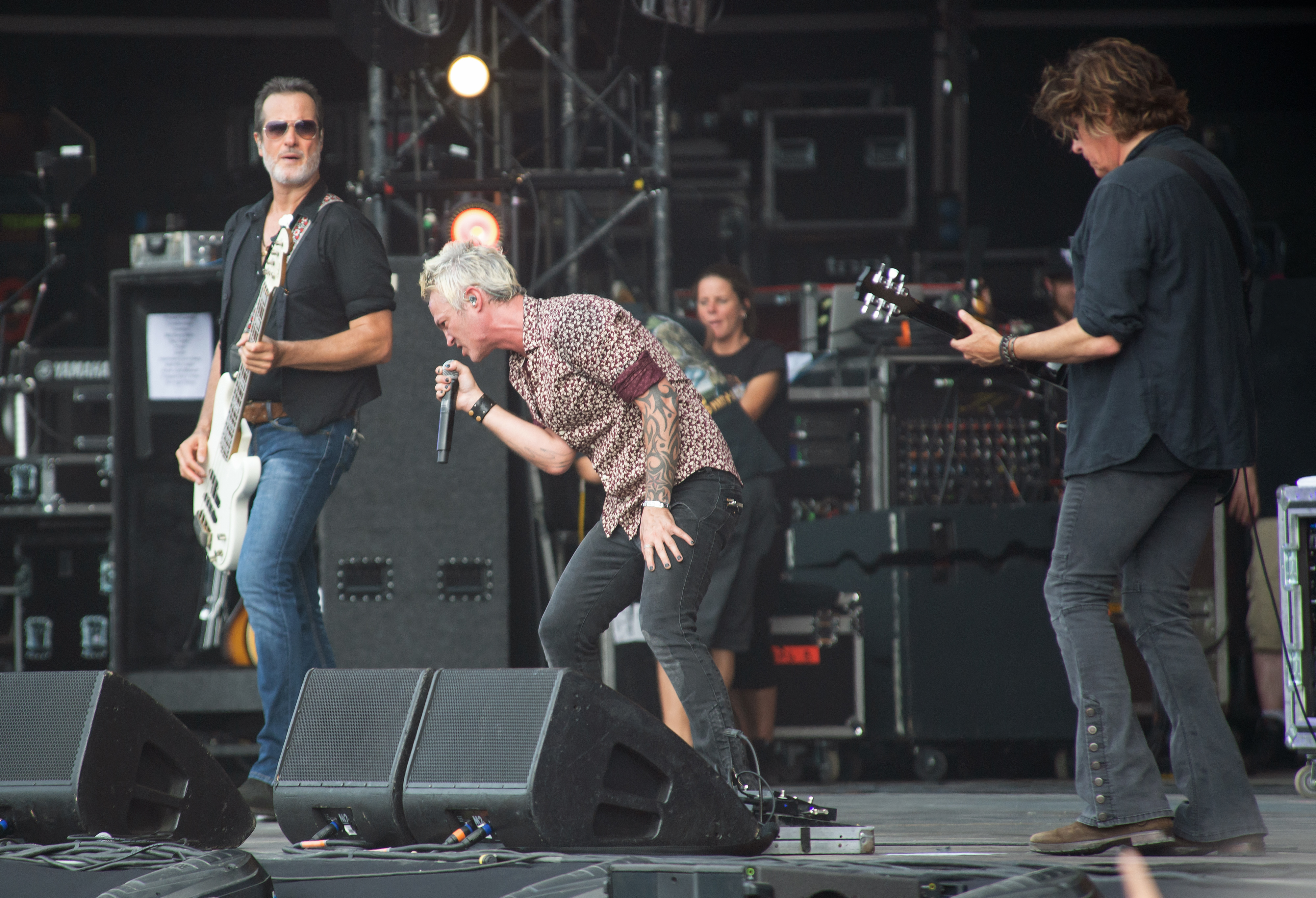
Jeff Gutt (giữa) với Stone Temple Pilots tại Hellfest 2019.

Vào tháng 2 năm 2016, Stone Temple Pilots đã khởi động một buổi thử giọng trực tuyến cho một ca sĩ mới, nói rằng: "Nếu bạn nghĩ rằng bạn có khả năng dẫn đầu ban nhạc này, thu âm với ban nhạc này và lưu diễn với ban nhạc này, chúng tôi sẽ lắng nghe ý kiến của bạn."  Vào tháng 9 năm đó, có tin đồn về việc "nhạc sĩ John Borja người Philippines là ứng cử viên hàng đầu cho công việc."  Vào tháng 2 năm 2017, AlternativeNation.net đưa tin rằng ban nhạc "đã chọn ca sĩ của họ, vì vậy họ đã đặt niềm tin vào ai đó", mặc dù không tiết lộ ai. Tuy nhiên, cũng chính bài báo đó đã đồn rằng Borja và Á quân X Factor mùa 3 Jeff Gutt là "hai ứng viên vòng cuối." 
Vào ngày 26 tháng 7 năm 2017, ban nhạc thông báo rằng phiên bản kỷ niệm 25 năm của Core sẽ được phát hành vào ngày 29 tháng 9 năm 2017. Bản phát hành lại bao gồm một bộ hộp Kỷ niệm 25 năm, nó bao gồm một phiên bản làm lại của album, các bản demo và b-side chưa được phát hành trước đó, và các phần của ba buổi biểu diễn trực tiếp từ năm 1993 (Castaic Lake Natural Amphitheatre, Reading Festival và MTV Unplugged.) 
Vào tháng 10 năm 2017, Dean DeLeo nói rằng việc tìm kiếm một giọng ca mới của ban nhạc "đang diễn ra rất tốt" và ban nhạc đang "tạo ra nhạc phẩm mới."  Vào ngày 14 tháng 11, ban nhạc tiết lộ rằng Jeff Gutt đã được chọn làm ca sĩ chính mới của họ.
Vào ngày 15 tháng 11 năm 2017, ban nhạc đã phát hành một bài hát mới, "Meadow" từ album phòng thu sắp tới của họ. Vào ngày 31 tháng 1 năm 2018, ban nhạc đã phát hành bài hát mới thứ hai, "Roll Me Under," cũng như thông báo về việc phát hành album phòng thu thứ 7. Là album cùng tên thứ hai của ban nhạc, nó được phát hành vào ngày 16 tháng 3 năm 2018. Vào giữa năm 2018, ban nhạc đã bắt đầu chuyến lưu diễn đồng chủ trì với Bush và The Cult.

### 2019 – nay:Perdida
Vào ngày 4 tháng 10 năm 2019, Eric Kretz nói với Loudwire rằng một album mới đã hoàn thành và có bao gồm một phần độc tấu sáo. Vào ngày 2 tháng 12, ban nhạc thông báo rằng album phòng thu thứ 8 của họ, Perdida, sẽ được phát hành vào ngày 7 tháng 2 năm 2020 và sẽ là "một đĩa nhạc chủ yếu thu âm các nhạc cụ cổ điển."  Bài đánh giá của Rolling Stone mô tả album là "bình thường".

## Phong cách âm nhạc
Âm thanh của ban nhạc được coi là sự pha trộn giữa alternative rock của những năm 1980 và 1990 với hard rock của những năm 1970, tuy rằng ban nhạc thường làm cho mỗi đĩa nhạc của họ sở hữu một phong cách âm nhạc độc đáo, như Robert DeLeo mô tả. Stone Temple Pilots cũng được mô tả là thể loại alternative metal. Ban nhạc Aerosmith là những người có ảnh hưởng lớn đến ban nhạc nói chung, khi tay guitar Dean DeLeo thừa nhận tầm ảnh hưởng của ban nhạc đối với các bài hát như "Huckleberry Crumble" trong bản thu âm năm 2010 của họ. Steven Tyler và Joe Perry tham gia ban nhạc trên sân khấu tại một buổi biểu diễn năm 1996 ở Madison Square Garden để trình diễn các bài hát của Aerosmith như "Sweet Emotion" và "Lick and a Promise". Tất cả các thành viên ban nhạc đều là người hâm mộ Kiss vào thời thơ ấu, và trình diễn các buổi diễn tại Roseland Ballroom vào năm 1993 khi hóa trang theo phong cách Kiss. Trong khi ghi hình buổi biểu diễn VH1 Storytellers của họ, Weiland đã thừa nhận các nghệ sĩ như The Rolling Stones, Neil Young và Robert Plant là những người hùng âm nhạc của họ. Ban nhạc đã cover các bài hát của các nghệ sĩ như Beatles, Led Zeppelin, The Doors, Pink Floyd, James Brown, David Bowie và Bob Marley cả khi trực tiếp và trong phòng thu.
Khi mới bắt đầu sự nghiệp, ban nhạc được coi là một phần của phong trào grunge. Bất chấp các nhà phê bình cho rằng phong cách của họ vào đầu những năm 1990 bắt nguồn từ những nghệ sĩ đương đại như Alice in Chains và Soundgarden, ban nhạc vẫn khẳng định rằng những điểm tương đồng là ngẫu nhiên, một phần là do họ có cùng những thần tượng âm nhạc từ bé. Phần lớn sự so sánh nhắm vào phong cách hát của Weiland giống với phong cách của Eddie Vedder. Weiland nói rằng phong cách thanh nhạc của anh ấy bị ảnh hưởng bởi Jim Morrison và David Bowie, cũng như là những nguồn cảm hứng chính về thời trang của anh ấy. Weiland từng được gọi là tắc kè hoa vì khả năng thay đổi giọng hát và phong cách thời trang. Về sự phát triển âm nhạc của ban nhạc, Weiland đã bình luận vào năm 2014 rằng "với STP, chúng tôi chưa bao giờ đứng yên một chỗ. Chúng tôi nhận thấy rằng ngay cả những phong trào tuyệt vời cũng chỉ tồn tại trong một khoảng thời gian nhất định và bạn không muốn bị coi thường, vì vậy chúng tôi đã tập trung vào những thứ khác, chẳng hạn như The Beatles là một nhóm có ảnh hưởng lớn, glam là một ảnh hưởng lớn và nó biến đổi theo thời gian. Tôi tự hào về di sản mà chúng tôi đã tạo ra và vị trí của chúng tôi giữa những đồng nghiệp khác vào thời điểm đó. " 
Tay guitar Dean DeLeo sử dụng cách chơi guitar nhiều lớp và nhiễu âm, trong khi tay bass Robert DeLeo lấy cảm hứng từ các thể loại như nhịp điệu và blues, nhạc phòng chờ và ragtime. Mặc dù các bản thu demo ban đầu của ban nhạc mang âm hưởng funk rock, album đầu tiên của ban nhạc, Core, lại là đại diện đơn giản của grunge. Sau khi tổ chức lại phòng thu cho album thứ hai, Purple, phong cách của ban nhạc đã phát triển, lấy ảnh hưởng từ psychedelic rock, nhạc đồng quê và jangle pop. Ban nhạc tiếp tục chuyển sang nhiều thể loại và ảnh hưởng khác nhau; ví dụ: các bài hát như "And So I Know" trên Tiny Music... có nhạc tố bossa nova nổi bật. Về sự phát triển âm hưởng của ban nhạc, Weiland nhận xét rằng "sự chuyển đổi từ Core đến trước khi chúng tôi nghỉ ngơi, khi tôi bắt đầu với Velvet Revolver, là rất lớn."
Weiland là người viết lời nhạc chính của ban nhạc. Phong cách của anh ấy thay đổi theo sự phát triển của ban nhạc; phần lớn lời bài hát trong Core được viết về các vấn đề xã hội như tôn giáo, lạm dụng quyền lực và sự tách biệt. Đĩa đơn đột phá của ban nhạc "Sex Type Thing" đã gây tranh cãi giữa các nhà phê bình về lời bài hát của nó, một số giải nghĩa nó là sự khuyến khích hiếp dâm hẹn hò. Weiland có chủ ý cho nó là một đĩa nhạc vinh danh nữ quyền, với phần lời được viết để chế nhạo người kể chuyện. Khi Weiland bắt đầu đối mặt với việc lạm dụng chất kích thích, lời bài hát của anh ấy chuyển sang mang tính cá nhân và phức tạp hơn; những bài hát như "Interstate Love Song" đề cập đến hậu quả của chứng nghiện ngập của anh đối với mối quan hệ của anh với người vợ kế của anh, Janina. Lời bài hát cho album thứ tư của ban nhạc được viết để mang lại cái kết cho cuộc hôn nhân và chứng nghiện heroin của anh. Sau sự tái hợp của ban nhạc vào năm 2008, Weiland một lần nữa tiến triển với tư cách là một nhạc sĩ, giải thích: "[Vào] những năm 90, tôi đã cảm thấy quá áp lực với chứng nghiện heroin của mình, nên rất nhiều điều chỉ là theo quan điểm của riêng tôi. Bây giờ, tôi có xu hướng nhìn vào một số người vĩ đại như Leonard Cohen và Bob Dylan. Tôi nhìn vào cách kể chuyện của họ [và] tôi cố gắng kể chuyện. Mỗi bài hát không nhất thiết phải được viết một cách đầy tự sự về cảm giác của riêng tôi vào ngày hôm đó. "

## Di sản
Core, được chứng nhận 8× bạch kim bởi RIAA, đã đưa ban nhạc đến sự nổi tiếng. STP tiếp tục trở thành một trong những ban nhạc rock thành công nhất về mặt thương mại trong những năm 1990, bán được 40 triệu đĩa trên toàn thế giới, trong đó có 17,5 triệu đĩa ở Hoa Kỳ, trước khi giải thể vào năm 2003. Ban nhạc đã có 16 đĩa đơn đứng đầu bảng xếp hạng Billboard rock, 8 trong số đó đạt vị trí số 1, và một album vị trí số 1 là Purple vào năm 1994. Cùng năm đó, ban nhạc đã giành được giải Grammy cho "Màn trình diễn Hard Rock xuất sắc nhất" cho bài hát "Plush" trong album Core. Stone Temple Pilots cũng được xếp hạng số 40 trên danh sách 100 nghệ sĩ Hard Rock vĩ đại nhất của VH1. 
Mặc dù không được lòng giới phê bình trong thời kỳ hoàng kim của họ, Stone Temple Pilots đã chứng tỏ mình là một nhóm nhạc nối tiếng và có sức ảnh hưởng. Hồi tưởng lại, cây viết James Montgomery của MTV đã đăng một bài báo đặt câu hỏi về tính đúng đắn của các ý kiến phê bình âm nhạc nhắm tới ban nhạc trong những năm 90, nói rằng, "Tất cả những gì tôi muốn nói là có lẽ đã đến lúc phải thừa nhận rằng chúng tôi đã sai về họ ngay từ đầu —Chúng ta đã đối xử không công bằng với họ."  Trong một bài đánh giá về bộ tuyển tập năm 2003 của ban nhạc là Thank You, nhà phê bình Stephen Erlewine từ Allmusic viết rằng "STP đã tạo ra thứ âm nhạc tuyệt vời vào thời điểm đó và thậm chí bây giờ còn hay hơn", và cho rằng "thứ âm nhạc này đã đứng vững trước thử thách của thời gian," gọi Thank You là "gần như hoàn hảo."  Erlewine cũng đã viết rằng "STP là nhóm nhạc rock trước thời đại hay nhất trong thời của mình." 
Sau cái chết của Scott Weiland, ca sĩ Billy Corgan của Smashing Pumpkins đã tỏ lòng tiếc thương thành kính với ban nhạc và nhạc sĩ, gọi anh là một trong những giọng ca vĩ đại nhất của thế hệ anh:
Vào ngày 3 tháng 12 năm 2016, STP đã đăng một lời tri ân trên trang web của họ để đánh dấu một năm ngày mất của Weiland. Năm 2017, Metal Injection đã xếp hạng Stone Temple Pilots ở vị trí thứ 9 trong danh sách "10 ban nhạc Grunge nặng ký nhất".

## Thành viên ban nhạc
| Thành viên hiện tại - Dean DeLeo – guitar (1989–2003, 2008–nay) - Robert DeLeo – bass, hát bè (1989–2003, 2008–nay) - Eric Kretz – trống (1989–2003, 2008–nay) - Jeff Gutt – hát chính (2017–nay) | Cựu thành viên - Scott Weiland – hát chính (1989–2003; 2008–2013; mất 2015) - Chester Bennington – hát chính (2013–2015; mất 2017) |

## Giải thưởng
| Năm  | Đề cử / Tác phẩm                      | Giải thưởng                                                                                   | Kết quả   |
| ---- | ------------------------------------- | --------------------------------------------------------------------------------------------- | --------- |
| 1993 | "Plush"                               | Giải Video âm nhạc của MTV cho Nghệ sĩ mới xuất sắc nhất                                      | Đoạt giải |
| 1993 | "Plush"                               | Giải Video âm nhạc của MTV cho Video Alternative xuất sắc nhất                                | Đề cử     |
| 1993 | "Plush"                               | Giải thưởng âm nhạc Billboard cho Ca khúc Rock #1 của Năm                                     | Đoạt giải |
| 1994 | -                                     | Giải thưởng Âm nhạc Mỹ cho Nghệ sĩ Pop/Rock Mới Yêu thích                                     | Đoạt giải |
| 1994 | -                                     | Giải thưởng âm nhạc Billboard cho Nhóm nhạc Rock Hiện đại Hàng đầu của Năm                    | Đoạt giải |
| 1994 | "Plush"                               | Giải Grammy cho Trình diễn hard rock xuất sắc nhất                                            | Đoạt giải |
| 1994 | -                                     | Giải thưởng Ngành công nghiệp Hòa nhạc cho Chuyến lưu diễn của Nghệ sĩ Rock Mới Xuất sắc nhất | Đoạt giải |
| 1995 | -                                     | Giải thưởng Âm nhạc Mỹ cho Nhgệ sĩ Heavy Metal/Hard Rock Yêu thích                            | Đề cử     |
| 1995 | -                                     | Giải thưởng Âm nhạc Mỹ cho Ban nhạc/Song ca/Nhóm nhạc Pop/Rock Yêu thích                      | Đề cử     |
| 1995 | "Interstate Love Song"                | Giải Video âm nhạc của MTV cho Video Alternative xuất sắc nhất                                | Đề cử     |
| 1995 | "Interstate Love Song"                | Giải Video âm nhạc của MTV cho Video Metal/Hard Rock Xuất sắc nhất                            | Đề cử     |
| 1995 | "Interstate Love Song"                | Giải Video âm nhạc của MTV cho Video nhóm xuất sắc nhất                                       | Đề cử     |
| 1995 | "Interstate Love Song"                | Giải Video âm nhạc của MTV cho Kĩ thuật quay phim xuất sắc nhất                               | Đề cử     |
| 1995 | "Big Empty"                           | Giải Điện ảnh của MTV cho bài hát Xuất sắc nhất từ một Phim                                   | Đoạt giải |
| 1997 | "Trippin' on a Hole in a Paper Heart" | Giải Grammy cho Trình diễn hard rock xuất sắc nhất                                            | Đề cử     |
| 1997 | -                                     | Giải thưởng Âm nhạc Mỹ cho Nghệ sĩ Metal/Hard Rock Yêu thích                                  | Đề cử     |
| 1997 | -                                     | Giải thưởng Âm nhạc Mỹ cho Nghệ sĩ Alternative Yêu thích                                      | Đề cử     |
| 2000 | "Sour Girl"                           | Giải Video âm nhạc của MTV cho Kĩ thuật quay phim xuất sắc nhất                               | Đề cử     |
| 2001 | "Down"                                | Giải Grammy cho Trình diễn hard rock xuất sắc nhất                                            | Đề cử     |
| 2010 | "Between the Lines"                   | Giải Grammy cho Trình diễn hard rock xuất sắc nhất                                            | Đề cử     |

## Danh sách đĩa nhạc
Album phòng thu
- Core (1992)
- Purple (1994)
- Tiny Music... Songs from the Vatican Gift Shop (1996)
- No. 4 (1999)
- Shangri-La Dee Da (2001)
- Stone Temple Pilots (2010)
- Stone Temple Pilots (2018)
- Perdida (2020)